# Asbel Kiprop
Asbel Kiprop (Eldoret, 1989. június 30. –) olimpiai és háromszoros világbajnok kenyai középtávfutó, az 1500 méter specialistája.

## Élete
1989-ben született. 2007-ben nyerte első komoly címét az All Africa-játékokon 1500 méteren, 2008-ban az Afrikai Atlétikai Bajnokságon bronzérmes lett ebben a számban, 2010-ben pedig megnyerte ugyanezt az eseményt.
2008-ban elindult az olimpiai játékokon, amelyet végül aranyérmesként zárt 1500 méteren, miután az eredeti győztest, a marokkói-bahreini Rasíd Ramzit pozitív doppingtesztje miatt megfosztották aranyérmétől. Kiprop 1500 méteren három alkalommal szerzett világbajnoki címet: 2011-ben, 2013-ban és 2015-ben. 2017 novemberében azonban ő is pozitív doppingtesztet produkált, ezért 4 éves eltiltásban részesült.
Legjobb eredménye 1500 méteren 3:26,69.

## Fordítás
- Ez a szócikk részben vagy egészben  az   Asbel Kiprop című angol Wikipédia-szócikk fordításán alapul.  Az eredeti cikk szerkesztőit annak laptörténete sorolja fel. Ez a jelzés csupán a megfogalmazás eredetét és a szerzői jogokat jelzi, nem szolgál a cikkben szereplő információk forrásmegjelöléseként.